# 小行星1406
小行星1406（1406 Komppa）是一颗主带小行星，是爾約·維薩拉在1936年9月13日于图尔库发现的。
該小行星以赫尔辛基理工大学化学教授古斯塔夫·孔帕命名，他完成了世界上首次工业化全合成。